# Predsednik Gruzije
Predsednik Gruzije (gruzinsko საქართველოს პრეზიდენტი) je ceremonialni državni poglavar Gruzije in tudi vrhovni poveljnik obrambnih sil. Ustava opredeljuje predsedniško funkcijo kot »jamstvo enotnosti in narodne neodvisnosti države«.
Predsednik je v veliki meri le figura, kot v mnogih parlamentarnih demokracijah. Izvršno oblast imata vlada in predsednik vlade. Funkcijo je prvič uvedel Vrhovni svet Republike Gruzije 14. aprila 1991, pet dni po razglasitvi neodvisnosti Gruzije od Sovjetske zveze. Predsednik ima petletni mandat.
Trenutna predsednica je Salome Zourabičvili. Zaradi prehoda Gruzije na popolnoma parlamentarni sistem je zadnja predsednica, ki so jo neposredno volili državljani.

## Pogoji
Za predsednika Gruzije je lahko izvoljen vsak državljan Gruzije z volilno pravico, ki je dopolnil 40 let in je v Gruziji živel najmanj 15 let. Funkcije ne more opravljati državljan Gruzije, ki je hkrati državljan tuje države. Prav tako kandidat ne sme biti član politične stranke.

## Volitve
V skladu z različico gruzijske ustave iz leta 2018 bo od leta 2024 predsednika za petletni mandat izvolil 300-članski volilni kolegij, ki ga sestavljajo vsi poslanci gruzijskega parlamenta in najvišja predstavniška telesa avtonomne republike Abhazije in Adžarije, tudi člani predstavniških teles lokalnih samouprav (občin). Ista oseba je lahko izvoljena na mesto predsednika Gruzije le dvakrat. 
Pravico predlagati kandidata za predsednika ima vsaj 30 članov volilnega kolegija. Volitve predsednika Gruzije skliče parlament za oktober.

## Impeachment
Minimalno ena tretjina celotnega števila poslancev ima pravico vložiti predlog obtožbe predsednika Gruzije. Ta je uspešna, če odločitev podpreta vsaj dve tretjini poslancev. Postopek obtožbe predsednika je ustavno prepovedan v času izrednega ali vojnega stanja.
1. Predsednik Gruzije:
a) s soglasjem vlade izvaja predstavniška pooblastila v zunanjih odnosih, se pogaja z drugimi državami in mednarodnimi organizacijami, sklepa mednarodne pogodbe ter sprejema akreditacije veleposlanikov in drugih diplomatskih predstavnikov drugih držav in mednarodnih organizacij; na predlog vlade imenuje in razrešuje veleposlanike in druge vodje diplomatskih predstavništev Gruzije;
b) v imenu države Gruzije sklene ustavni sporazum z Apostolsko avtokefalno pravoslavno cerkvijo Gruzije;
c) razpisuje volitve v državni zbor in organe lokalne samouprave v skladu z ustavo in postopki, določenimi z resornim zakonom;
d) na predlog vlade imenuje in razreši poveljnika obrambnih sil Gruzije; imenuje enega člana Visokega pravosodnega sveta; sodeluje pri imenovanju predsednika in članov centralne volilne komisije Gruzije v primerih, določenih s pristojnim zakonom in po ustaljenem postopku; po predlogu vlade predloži parlamentu kandidate za članstvo v nacionalnih regulatornih organih;
e) odloča o vprašanjih državljanstva po postopkih, določenih s pristojnim zakonom;
g) po zakonsko določenih postopkih podeljuje državna odlikovanja in nagrade; najvišji vojaški čin, posebni čin in častni naziv; in najvišji diplomatski rang;
h) lahko na priporočilo vlade in s soglasjem parlamenta začasno ustavi delovanje predstavniškega organa teritorialne enote ali razpusti tak organ, če njegovo delovanje ogroža suverenost ali ozemeljsko celovitost države, ali izvrševanje ustavnih pooblastil državnih organov;
i) izvaja druga pooblastila, določena z ustavo.
2. Predsednik Gruzije ima pravico razpisati referendum o vprašanjih, določenih v ustavi in zakonu, na zahtevo parlamenta Gruzije, vlade Gruzije ali najmanj 200.000 volivcev v 30 dneh po vložitvi take zahteve. Referendum se ne izvede zaradi sprejetja ali razveljavitve zakona, amnestije ali pomilostitve, ratifikacije ali odpovedi mednarodnih pogodb ali odločanja o vprašanjih, ki predvidevajo omejevanje temeljnih ustavnih človekovih pravic. Vprašanja v zvezi z razpisom in izvedbo referendumov se določijo s pristojnim zakonom. 
3. Predsednik Gruzije ima pravico nagovoriti ljudstvo. Predsednik letno predloži parlamentu poročilo o ključnih vprašanjih, povezanih z državo.

## Imuniteta
Predsednik Gruzije uživa imuniteto. Nihče nima pravice pridržati ali sprožiti kazenskega postopka zoper njega med opravljanjem funkcije. Za varnost predsednika Gruzije skrbi posebna služba državne zaščite.

## Nasledstvo
V primeru nezmožnosti opravljanja funkcije ali v primeru predčasnega prenehanja funkcije, dolžnosti predsednika vrši predsednik parlamenta.

## Prapor
Prapor je prirejen iz državne zastave Gruzije, v sredini pa je gruzijski grb. Kopije praporja se uporabljajo v predsednikovem uradu, v stavbi kanclerja, drugih državnih agencijah in kot avtomobilska zastava na vozilih s predsednikom na ozemlju Gruzije. 

## Zgodovina položaja
Potem ko se je Gruzija 9. aprila 1991 uradno odcepila od Sovjetske zveze, je vrhovni svet 14. aprila izglasoval ustanovitev mesta izvršnega predsednika in na to funkcijo do izvedbe neposrednih volitev imenoval Zviada Gamsakhurdia. Na vsedržavnih volitvah na to mesto 26. maja 1991 je Gamsakhurdia prepričljivo zmagal in postal prvi predsednik Republike Gruzije. S položaja je bil odstavljen z vojaškim udarom 6. januarja 1992. Še naprej je deloval kot predsednik v izgnanstvu do svoje smrti v neuspešnem poskusu ponovne pridobitve oblasti 31. decembra 1993.
Zaradi odsotnosti legitimne oblasti po državnem udaru je bil 10. marca 1992 za novega gruzijskega voditelja Eduarda Ševarnadzeja uveden položaj državnega poglavarja. Po sprejetju nove ustave 24. avgusta 1995 je bila funkcija predsednika obnovljena. Ševarnadze je bil za predsednika izvoljen 5. novembra 1995 in ponovno 9. aprila 2000. Odstopil je pod pritiskom množičnih demonstracij, znanih kot revolucija vrtnic 23. novembra 2003. Po kratkem mandatu Nino Burjanadze kot vršilke dolžnosti predsednice je bil 4. januarja 2004 izvoljen Mihail Sakašvili. Svojega prvega mandata ni odslužil v celoti, ampak je prostovoljno odstopil, da bi ublažil napetosti po gruzijskih demonstracijah leta 2007 in prestavil predsedniške volitve s prvotnega datuma jeseni 2008. Ponovno je bil izvoljen 5. januarja 2008. Predsednikova izvršilna pooblastila so bila deležna mnogih sprememb, sprejetih med letoma 2013 in 2018, bistveno več moči sta s tem pridobila predsednik vlade in vlada. Po izvolitvi Giorgija Margvelašvilija za predsednika oktobra 2013 je Gruzija dokončala svoj prehod v parlamentarno republiko. Novembra 2018 je Salome Zourabičvili postala prva gruzijska predsednica s polnim mandatom in po novi ustavi zadnja predsednica, ki je bila izvoljena z neposrednim glasovanjem. Glede na te spremembe naj bi bila na položaju šest let.

## Vršilec dolžnosti predsednika
Ker v Gruziji ni podpredsednika, ga v primeru predsednikovega odstopa, smrti ali obtožbe zamenjal predsednik parlamenta, dokler ni imenovan nov predsednik. V Gruziji so bili takšni primeri v letih 2003 in 2007. V obeh primerih je predsednik predčasno odstopil in ga je pred novimi volitvami zamenjal predsednik parlamenta. V obeh primerih je vršilka dolžnosti predsednika postala takratna predsednica Nino Burjanadze, Bila je edina na tem položaju, lahko rečemo, da je bila tudi prva predsednica države. Vendar je bila prva v celoti izvoljena predsednica v Gruziji Salome Zourabičvili.

## Seznam predsednikov
| #    | Ime                    | Portret         | Začetek mandata                                    | Konec mandata     |
| ---- | ---------------------- | --------------- | -------------------------------------------------- | ----------------- |
| 1.   | Zviad Gamsakhurdia     |                 | 14. aprila 1991 (imenovan) 26. maja 1991 (umeščen) | 6. januarja 1992  |
| 2.   | Eduard Ševarnadze      |                 | 26. novembra 1995                                  | 30. aprila 2000   |
| 2.   | Eduard Ševarnadze      | 30. aprila 2000 | 23. november 2003                                  |                   |
| -    | Nino Burjanadze, v. d. |                 | 23. november 2003                                  | 25. januarja 2004 |
| 3.   | Mihail Sakašvili       |                 | 25. januar 2004                                    | 25. november 2007 |
| -    | Nino Burjanadze, v. d. |                 | 25. november 2007                                  | 20. januarja 2008 |
| (3.) | Mihail Sakašvili       |                 | 20. januar 2008                                    | 17. november 2013 |
| 4.   | Giorgi Margvelašvili   |                 | 17. november 2013                                  | 16. december 2018 |
| 5.   | Salome Zourabičvili    |                 | 16. december 2018                                  |                   |